# Lee Joon-Hwan
Lee Joon-Hwan (en coreano: 이준환; 5 de marzo de 2002) es un deportista surcoreano que compite en judo.
Participó en los Juegos Olímpicos de París 2024, obteniendo dos medallas de bronce, en –81 kg y el equipo mixto. En los Juegos Asiáticos de 2022 consiguió una medalla de plata.
Ganó tres medallas de bronce en el Campeonato Mundial de Judo entre los años 2023 y 2025, y dos medallas de oro en el Campeonato Asiático de Judo, en los años 2024 y 2025.

## Palmarés internacional
| Juegos Olímpicos    | Juegos Olímpicos    | Juegos Olímpicos  | Juegos Olímpicos |
| Año                 | Lugar               | Medalla           | Categoría        |
| ------------------- | ------------------- | ----------------- | ---------------- |
| 2024                | París (Francia)     | Medalla de bronce | –81 kg           |
| 2024                | París (Francia)     | Medalla de bronce | Equipo mixto     |
| Campeonato Mundial  |                     |                   |                  |
| Año                 | Lugar               | Medalla           | Categoría        |
| 2023                | Doha (Catar)        | Medalla de bronce | –81 kg           |
| 2024                | Abu Dabi (EAU)      | Medalla de bronce | –81 kg           |
| 2025                | Budapest (Hungría)  | Medalla de bronce | –81 kg           |
| Juegos Asiáticos    |                     |                   |                  |
| Año                 | Lugar               | Medalla           | Categoría        |
| 2022                | Hangzhou (China)    | Medalla de plata  | –81 kg           |
| Campeonato Asiático |                     |                   |                  |
| Año                 | Lugar               | Medalla           | Categoría        |
| 2024                | Hong Kong (China)   | Medalla de oro    | –81 kg           |
| 2025                | Bangkok (Tailandia) | Medalla de oro    | –81 kg           |